# Hermann Detzner

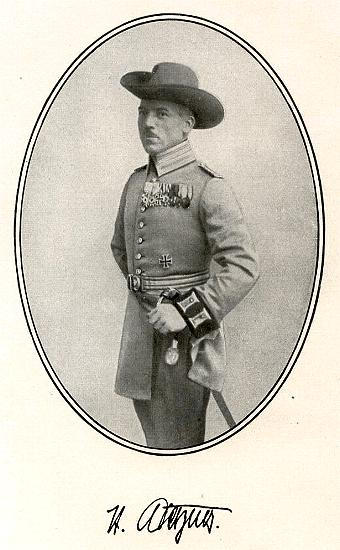
Hermann Philipp Detzner. Titelbild in seinem Buch Vier Jahre unter Kannibalen

Hermann Philipp Detzner (* 16. Oktober 1882 in Speyer, Pfalz; † 11. Dezember 1970 in Heidelberg) war ein Hauptmann im Auftrag der deutschen Kolonialverwaltung in Deutsch-Neuguinea und Schriftsteller. Er versteckte sich ab 1914 mit wenigen Männern vier Jahre im Dschungel von Neuguinea und kapitulierte erst nach Ende des Ersten Weltkriegs im Dezember 1918. Sein 1921 veröffentlichtes Buch Vier Jahre unter Kannibalen: Von 1914 bis zum Waffenstillstand unter deutscher Flagge im unerforschten Innern von Neuguinea brachte ihm zunächst große Popularität ein. 1932 musste er jedoch eingestehen, in diesem Werk wissenschaftliche Erkenntnisse und Fiktion vermischt zu haben.

## Leben
Detzner stammte aus einem gutbürgerlichen evangelischen Elternhaus. Sein Vater Johan Philipp Detzner (1846–1909) war Zahnarzt. Hermann Philipp Detzner trat nach Besuch des Humanistischen Gymnasiums in Speyer in die Bayerische Armee ein und diente als Fahnenjunker beim 2. Bayerischen Pionierbataillon in Speyer. 1903 wurde er zum Leutnant befördert.
Im Sommer 1908 bewarb er sich beim Reichskolonialamt und nahm bis 1909 und von 1912 bis 1913 an britisch-deutschen Expeditionen in Kamerun teil. 1914 erhielt Detzner vom Reichskolonialamt den Auftrag, eine Expedition nach Deutsch-Neuguinea durchzuführen, um die Umsetzung der Festlegungen der britisch-deutschen Grenzkommission von 1909 zu kontrollieren. Immer wieder kam es vor, dass Goldsucher aus dem unter australischer Verwaltung stehenden ehemals britischen Teil Neuguineas die Grenze zu Deutsch-Neuguinea überschritten. Dies machte eine exakte Feststellung des Grenzverlaufs erforderlich.

### „Von 1914 bis zum Waffenstillstand“
Am 18. Januar 1914 traf Detzner – noch im Rang eines Oberleutnants – in Rabaul auf der Insel Neupommern ein. Im Februar begann seine Expedition im Kaiser-Wilhelmsland auf der Insel Neuguinea. Ende März hatte er festgestellt, dass der Grenzkorridor um 650 m in südlicher Richtung von der vereinbarten Grenze am 8. Breitengrad südlicher Breite abwich. Hermann Detzner war auf dem Weg ins Landesinnere, als am 4. August 1914 der Erste Weltkrieg auch im Pazifik begann. Deutsch-Neuguinea wurde schnell von australischen Streitkräften besetzt.
Als am 21. September 1914 die deutschen Kolonialtruppen kapitulierten, ergab sich Detzner nicht. Von den Australiern gesucht, gelang es ihm, sich mit wechselnden Begleitern bis nach Kriegsende im Dschungel von Neuguinea zu verbergen. Hermann Detzner unternahm drei Versuche, das neutrale Niederländisch-Neuguinea zu erreichen. Dabei durchquerte er als erster Europäer die Täler des zentralen Hochlands im Hagen-Gebirge. Im Burrumtal am Sattelberg, in der Nähe von Finschhafen, hatte Detzner ein geheimes Standlager, zu dem er von seinen Expeditionen stets zurückkehrte. Die Missionare der in der Nähe gelegenen Neuendettelsauer Mission versorgten ihn im Urwald mit Lebensmitteln, Büchern und englischen Zeitungen. 1917 versuchte Hermann Detzner mit zwei Kanus auf dem Seeweg das besetzte Deutsch-Neuguinea zu verlassen. Er kam bis zum Erimahafen in der Nähe von Madang. Dort lag ein australisches Kriegsschiff, die Una, der frühere deutsche Regierungsdampfer Komet, und blockierte die Weiterfahrt. Detzner musste umkehren, er wurde krank und verbrachte seine Zeit mit der Erforschung der Menschen sowie der Flora und Fauna der Huon-Halbinsel.
Am 11. November 1918 brachte ein Arbeiter von der Neuendettelsauer Mission auf dem Sattelberg Detzner die Nachricht vom Ende des Ersten Weltkriegs. Hermann Detzner schrieb einen Brief an den befehlshabenden australischen Offizier Nelson in Morobe, in dem er seine Kapitulation anbot. Er wurde mit Respekt behandelt. In voller Uniform ergab sich Detzner in Finschhafen und wurde am 5. Januar 1919 nach Rabaul in das Hauptquartier des Administrators Johnston gebracht. Nach kurzer Internierung im Lager Holdsworthy bei Liverpool kehrte er nach Deutschland zurück. Er wurde dort als Kriegsheld empfangen und zum Major befördert. Sein 1921 veröffentlichtes Buch Vier Jahre unter Kannibalen, von 1914 bis zum Waffenstillstand unter deutscher Flagge im unerforschten Innern von Neuguinea brachte ihm in Deutschland, aber auch in Großbritannien große Popularität ein.
Nach dem Krieg war er im Reichskolonialamt in leitender Stellung mit Entschädigungsfragen befasst. 1921 heiratete er Cläre Pfeffer (1896–1986), die Tochter des Heidelberger Verlegers Carl Ludwig Pfeffer.

### Kritik und Rückzug aus der Öffentlichkeit
Bereits Anfang der 1930er Jahre wurden geografische Angaben, die Detzner in seinem Buch Vier Jahre unter Kannibalen gemacht hatte, in Zweifel gezogen. Die schärfste Kritik kam von den Missionaren der Neuendettelsauer Missionsgesellschaft in Finschhafen, Christian Keyser und Otto Thiele, deren Forschungsergebnisse Detzner in seinem Buch zum Teil als eigene Erfahrungen dargestellt hatte. 1932 musste Herrmann Detzner eingestehen, dass er in seinem Buch wissenschaftliche Erkenntnisse und Fiktion vermischt hatte. Eine diesbezügliche Erklärung ist in der Zeitschrift der Gesellschaft für Erdkunde zu Berlin 1932 (S. 307 f.) abgedruckt. Er gestand ein, dass er 1914 bei seinem Versuch, nach Niederländisch-Neuguinea zu fliehen, den Joseph-Berg an der Grenze zum ehemals britischen Teil der Insel nicht erreicht hatte. Die von ihm behauptete Ost-West-Durchquerung des Kaiser-Wilhelmslands hatte nie stattgefunden. Auch die ebenfalls möglicherweise auf Detzner zurückgehende Information, dass die Gesellschaft für Erdkunde zu Berlin ihn für seine Leistungen bei der Erkundung Neuguineas mit der Gustav-Nachtigal-Medaille in Gold geehrt habe, ist falsch. Er erhielt sie stattdessen in einer niedrigeren Stufe, in Eisen. Detzner zog sich in der Folge vorübergehend aus der Öffentlichkeit zurück.

### Späteres Leben
Ab 1935 arbeitete er für die Abwehr, den militärischen Geheimdienst der Wehrmacht. Kurz vor und während des Zweiten Weltkriegs war er im Rang eines Majors Angehöriger des Feldwirtschaftsamtes des Oberkommandos der Wehrmacht und lebte mit seiner Familie in Kleinmachnow bei Berlin. Er wurde noch am 1. April 1945 zum Oberst befördert.  Nach dem Zweiten Weltkrieg siedelte er nach Heidelberg um, wo er als Geschäftsführer des Carl Pfeffer Verlags tätig war. Er starb 1970 im Alter von 88 Jahren.

## Heutige Rezeption
Hermann Detzners Übertreibungen führten dazu, dass der reale Teil seiner Geschichte bislang kaum gewürdigt wurde. Noch in den 1960er und 1970er Jahren wurde aber in Studien über Neuguinea auf Vier Jahre unter Kannibalen Bezug genommen. In den 1990er Jahren wurde Detzners Werk von dem amerikanischen Ethnographen Terence E. Hays teilweise rehabilitiert, der Detzners Werk in den zeitgenössischen Kontext stellte. In einem 2020 veröffentlichten Beitrag argumentierte auch der Historiker Joachim P. Heinz: „Er hätte eigentlich nur bei der Wahrheit bleiben müssen! Seine unbestrittenen Leistungen als Vermessungsingenieur, seine Beobachtungen von Flora und Fauna rund um seinen Stützpunkt am Sattelberg sowie die Tatsache, dass er sich der australischen Übermacht nicht ergeben hat und, von Tropenkrankheiten gepeinigt, vier lange entbehrungsreiche Jahre im Urwald Neu-Guineas ausgehalten hat, hätten ihm mit Sicherheit höchsten Respekt und beste Reputation eingebracht.“ Heinz suchte Detzner auch gegen den Vorwurf des Rassismus in Schutz zu nehmen: „Detzner war ein Kind seiner Epoche! So wie Politik, Gesellschaft und politisches Handeln vom damaligen Zeitgeist geprägt waren, so war es auch Detzner. Seine Denk- und Verhaltensmuster entsprachen denen seiner Zeitgenossen. Insofern war er nicht mehr aber auch nicht weniger Rassist wie alle Europäer, im Übrigen ein Urteil, das unserem heutigen Denken und Werthaltungen entspricht und insoweit nicht von wissenschaftlichem, sondern von heutigen kultur- und ideologiepolitischen Werthaltungen bestimmt ist.“

## Auszeichnungen
- Bayerischer Militärverdienstorden IV. Klasse mit Schwertern (1911)
- Bayerischer Militärverdienstorden IV. Klasse mit Schwertern und Krone (1919)
- Eisernes Kreuz 1. und 2. Klasse (1919)
- Gustav-Nachtigal-Medaille in Eisen (1921)
- Eduard-Vogel-Medaille in Gold der Gesellschaft für Erdkunde zu Leipzig (1921)
- Dr. phil. h.c der Universität zu Köln (1921)
- Kriegsverdienstkreuz 2. Klasse mit Schwertern (1943)

## Werke
- Vier Jahre unter Kannibalen. Von 1914 bis zum Waffenstillstand unter deutscher Flagge im unerforschten Innern von Neuguinea. Scherl, Berlin 1921. archive.org
- Im Lande der Dju-Dju. Reiseerlebnisse im östlichen Stromgebiet des Niger. Scherl, Berlin 1923.
- Unter Unbekannten Kannibalen, Die Woche, 24. Januar 1925, Nr. 4.
- Die Kolonien unter Mandatsherrschaft. Berlin, Deutscher Wille, 1927.